# Adama Mbengué
Adama Mbengué (Rufisque, 1º dicembre 1993) è un calciatore senegalese, difensore svincolato.

## Carriera

### Club
Il 1º luglio 2017 viene acquistato a titolo definitivo dalla squadra francese del Caen.

### Nazionale
Ha giocato nella nazionale senegalese Under-23.
Viene convocato dal CT Aliou Cissé ai Mondiali 2018 per sostituire l'infortunato Saliou Ciss.

## Statistiche

### Cronologia presenze e reti in nazionale
| Cronologia completa delle presenze e delle reti in nazionale ― Senegal | Cronologia completa delle presenze e delle reti in nazionale ― Senegal | Cronologia completa delle presenze e delle reti in nazionale ― Senegal | Cronologia completa delle presenze e delle reti in nazionale ― Senegal | Cronologia completa delle presenze e delle reti in nazionale ― Senegal | Cronologia completa delle presenze e delle reti in nazionale ― Senegal | Cronologia completa delle presenze e delle reti in nazionale ― Senegal | Cronologia completa delle presenze e delle reti in nazionale ― Senegal |
| Data                                                                   | Città                                                                  | In casa                                                                | Risultato                                                              | Ospiti                                                                 | Competizione                                                           | Reti                                                                   | Note                                                                   |
| ---------------------------------------------------------------------- | ---------------------------------------------------------------------- | ---------------------------------------------------------------------- | ---------------------------------------------------------------------- | ---------------------------------------------------------------------- | ---------------------------------------------------------------------- | ---------------------------------------------------------------------- | ---------------------------------------------------------------------- |
| 17-10-2015                                                             | Bamako                                                                 | Guinea                                                                 | 2 – 0                                                                  | Senegal                                                                | Qual. campionato delle Nazioni Africane 2016                           | -                                                                      | 56’                                                                    |
| 24-10-2015                                                             | Dakar                                                                  | Senegal                                                                | 3 – 1                                                                  | Guinea                                                                 | Qual. campionato delle Nazioni Africane 2016                           | -                                                                      |                                                                        |
| 11-2-2016                                                              | Miami                                                                  | Messico                                                                | 2 – 0                                                                  | Senegal                                                                | Amichevole                                                             | -                                                                      |                                                                        |
| 23-3-2017                                                              | Londra                                                                 | Nigeria                                                                | 1 – 1                                                                  | Senegal                                                                | Amichevole                                                             | -                                                                      | 75’                                                                    |
| 6-6-2017                                                               | Dakar                                                                  | Senegal                                                                | 0 – 0                                                                  | Uganda                                                                 | Amichevole                                                             | -                                                                      |                                                                        |
| 10-6-2017                                                              | Dakar                                                                  | Senegal                                                                | 2 – 0                                                                  | Guinea Equatoriale                                                     | Qual. Coppa d'Africa 2017                                              | -                                                                      |                                                                        |
| 7-10-2017                                                              | Praia                                                                  | Capo Verde                                                             | 0 – 2                                                                  | Senegal                                                                | Qual. Mondiali 2018                                                    | -                                                                      |                                                                        |
| 9-9-2018                                                               | Antananarivo                                                           | Madagascar                                                             | 2 – 2                                                                  | Senegal                                                                | Qual. Coppa d'Africa 2019                                              | -                                                                      | 21’                                                                    |
| Totale                                                                 |                                                                        | Presenze                                                               | 8                                                                      |                                                                        | Reti                                                                   | 0                                                                      |                                                                        |

## Palmarès

### Club

#### Competizioni nazionali
- United Soccer Leagues Professional Division: 1

Orlando City: 2013